# Anita Ward
Anita Ward (Memphis, 20 dicembre 1956) è una cantante statunitense.

## Biografia
Prima di diventare una cantante, Anita Ward conseguì una laurea in psicologia al Rust College di Holly Springs e lavorò come insegnante. Durante la registrazione del suo primo album nel 1979, il proprietario della casa discografica, Frederick Knight, le parlò di una canzone che aveva scritto un anno prima per la cantante Stacy Lattisaw. Anita non gradì molto il brano, ma Knight insistette perché riteneva che c'era bisogno di una canzone che seguisse il trend della disco music in voga all'epoca per ottenere successo, cosicché ella cedette ed accettò di cantarlo. Il brano, incentrato sulle conversazioni al telefono tra i giovani, venne riarrangiato e il risultato fu il singolo Ring My Bell, che ottenne il primo posto nelle classifiche musicali del 1979 di alcuni stati USA. Sfortunatamente, successive dispute con Knight, un grave incidente stradale e il calo di interesse generale verso la disco music bloccarono la carriera di Anita Ward, relegandola tra i cosiddetti One-hit wonder.
Anni dopo, nel 1989, la Ward incise l'album Wherever There's Love. Registrato negli States, fu pubblicato solo in pochi paesi a causa della mancanza di distributori locali. Non ebbe comunque successo.
Il 31 dicembre 2002 la Ward si esibì dal vivo a New York presso la Times Square. Fece altrettanto la notte di Capodanno 2005, a Beale Street nel Memphis (Tennessee).
Altre apparizioni dal vivo si sono susseguite a Zagabria, Croazia il 4 gennaio 2006, la notte precedente l'FIS World Cup, la competizione di slalom che si teneva presso Sljeme.
All'inizio del 2011, Anita Ward è tornata in sala di registrazione per un nuovo album chiamato It's My Night. L'omonimo singolo di traino è stato distribuito su iTunes il 20 maggio 2011. Il produttore è Gilflo.

## Discografia

### Album
- 1979 - Songs of Love
- 1980 - Sweet Surrender
- 1989 - Wherever There's Love
- 2011 - It's my night

### Singoli
- 1979 - Ring My Bell
- 1979 - Don't Drop My Love
- 1989 - Wherever There's Love
- 2011 - It's my night